# Leegkerk
Leegkerk is een dorpje in de gemeente Groningen in de Nederlandse provincie Groningen met 75 inwoners. In het dorp staat de kerk van Leegkerk.
De naam betekent laag gelegen kerk, dit als onderscheid met de zuidelijke hoog gelegen kerk van Hoogkerk en als verwijzing naar het laaggelegen gebied waarin de plaats ligt. De plaats werd in 1335 'Nortliuwarthrawaldt' (Noord-Lieuwerderwolde) genoemd, een verwijzing naar het landschap Lieuwerderwolde waarbinnen het lag. In 1385 komt voor het eerst de naam 'Legakerke' (in terra Lywardewalde) voor. Vermoed wordt dat de naamsverandering te maken heeft met het feit dat het veen toen afgegraven was en het gebied rond Leegkerk lager was komen te liggen dan de zandopduiking waarop Hoogkerk ligt.

## Geografie

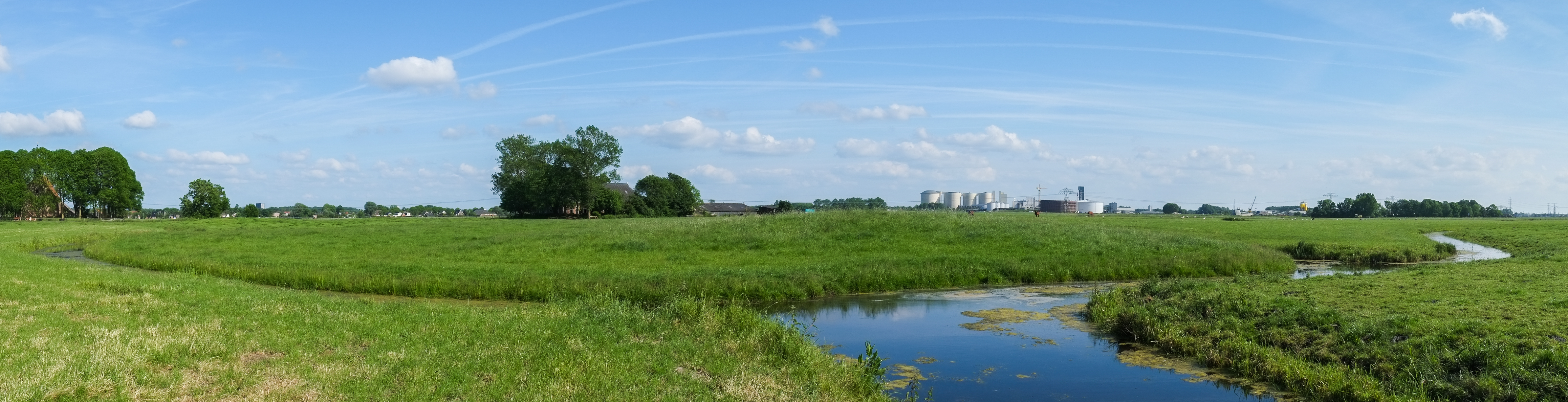
Nu onbehuisde wierde aan een voormalige meander van de Hunsinge. Op de achtergrond de suikerfabriek van Hoogkerk

De kern van Leegkerk wordt gevormd door een buurtje aan de Leegeweg, die gedomineerd wordt door een deels nog 13e-eeuwse kerk op een gedeeltelijk omgracht kerkhof. Deze kerk staat op een lage wierde, die het hoogste punt vormt van de Leegeweg. Tegenover de kerk staat de voormalige pastorie en ernaast staat de voormalige kosterij-school. De meeste huizen van Leegkerk staan aan de knik in de Leegeweg ten noorden van de Kerkstraat van Hoogkerk, dat vroeger ook wel Sprikkenburg werd genoemd, naar de boerderij met herberg die hier vroeger op de kruising van de Noodweg met de Leegeweg stond. Onder Leegkerk vallen ook een aantal verspreide boerderijen (zie boerderijen) in de omtrek en het gehucht Slaperstil aan de Friesestraatweg. Vroeger viel ook het gehucht Gaaikemadijk onder Leegkerk, maar het noordelijke deel werd in 1811 bij de gemeente Aduard (nu Westerkwartier) gevoegd en het zuidelijke deel na de aanleg van de Friesestraatweg onder Dorkwerd.

### Landschapsgeschiedenis en waterstaat

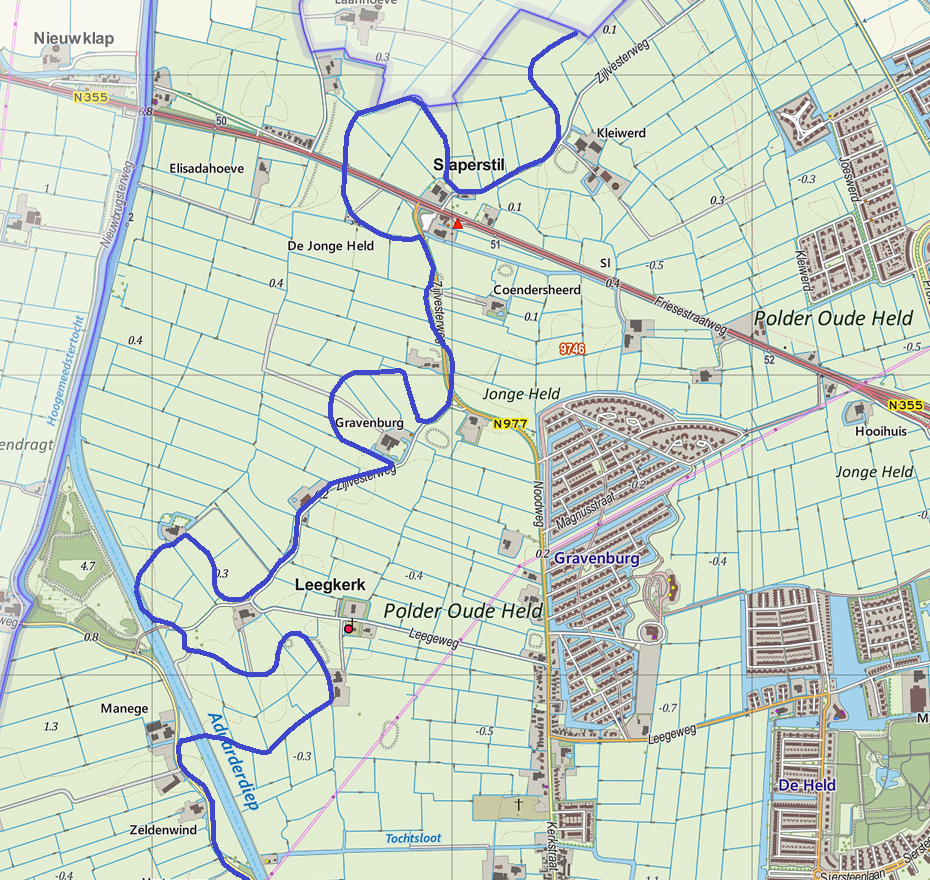
Vermoedelijke loop van de Hunsinge (blauw)

Het gebied rond Leegkerk vormde vroeger onderdeel van het landschap Lieuwerderwolde, waarbij -wolde verwijst naar het toenmalige landschap, dat bestond uit een drassig en dichtbegroeid moerassig veengebied. Wanneer de eerste mensen in dit gebied zijn gaan wonen is niet met zekerheid vastgesteld. Volgens Akkerman wordt het gebied pas na 900 bewoond. Archeoloog Kortekaas stelt dat dit gebied in de 11e eeuw en waarschijnlijk al eerder werd bewoond, toen dit veengebied werd ontgonnen vanuit het noorden naar het zuiden toe, waarbij het gebied steeds werd ontgonnen vanuit het oosten naar het westen. In de 11e of 12e eeuw lag de grens van de ontginningen ten noorden van Hoogkerk en wat later was deze opgeschoven tot aan de Peizerweg. Het ontginnen van het veen ging waarschijnlijk gepaard met het afsteken, afgraven en verbranden van veen en wellicht ook met het ontwateren van het gebied om er rogge te kunnen verbouwen. Dit leidde tot oxidatie en inklinking van het veen, waardoor de bodem daalde en globaal in de 12e eeuw de zee kon inbreken in het gebied. Deze inbraken leidden ertoe dat bewoning onmogelijk werd en dat het veen met de resterende bewoningsporen in fasen vanuit het noorden werd weggeslagen, waarbij het zeewater vervolgens een laagje zandige klei afzette. De bewoners gaven echter niet op, want rond 1200 werd een tweede poging ondernomen om het gebied te ontginnen. Ditmaal werden de waarschijnlijk relatief hoog gelegen kleiachtige oeverwallen van de Hunsinge als ontginningsbasis genomen. De Hunsinge was de benedenloop van het Peizerdiep, waarvan de vroegere loop onder andere nog te zien is aan de bochten in de Zijlvesterweg en in de verkaveling rond boerderijen als Gravenburg. Rond dit vroegere riviertje werden waarschijnlijk in de 13e eeuw veel huiswierden opgeworpen om de voeten droog te kunnen houden bij overstromingen, veroorzaakt door inbraken van de zee en door hoge waterstanden in het Eelder- en Peizerdiep. Een aantal van deze huiswierden is nog steeds behuisd met een boerderij.

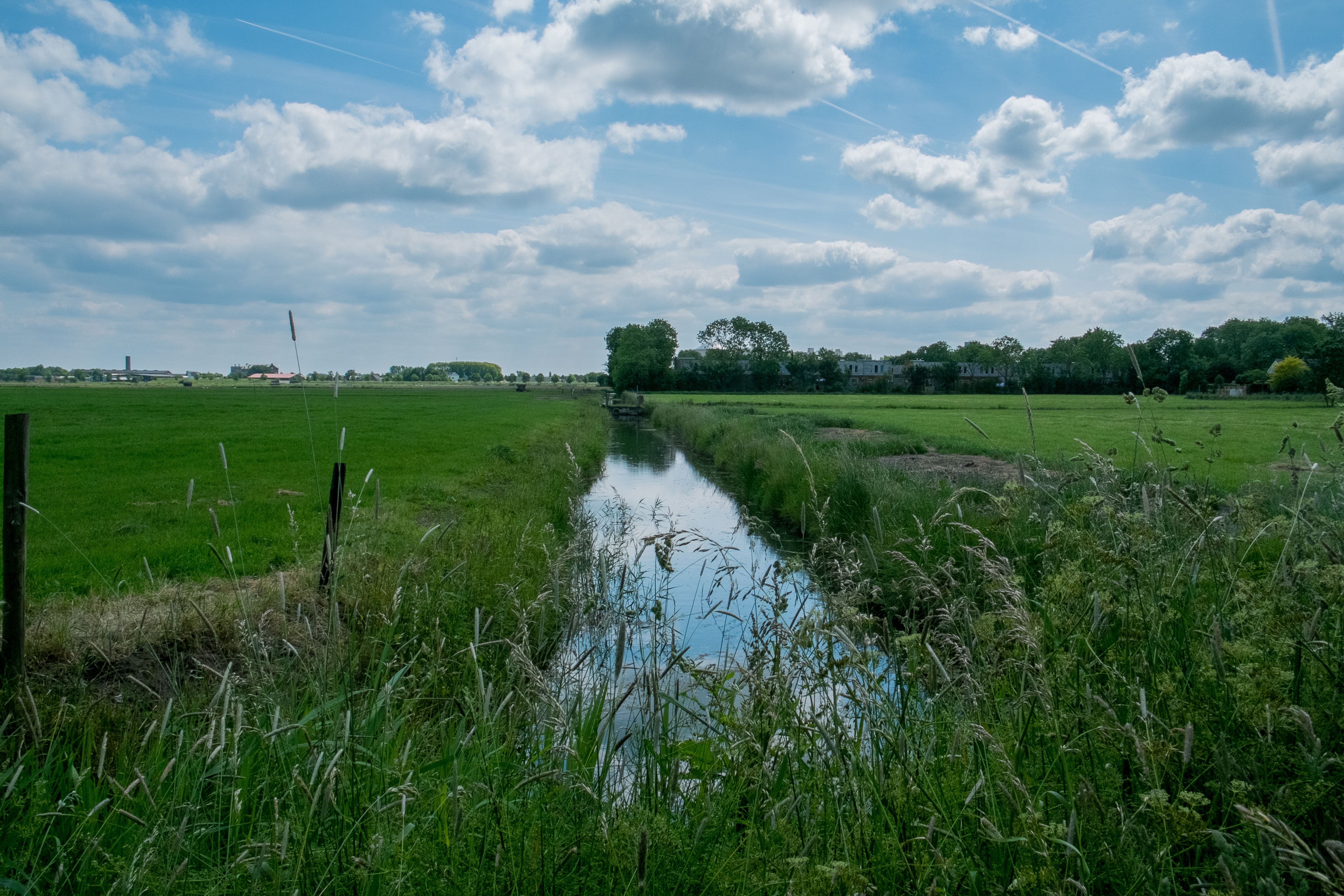
Restant van de Oude Maar naar het zuiden toe vanaf de locatie van de vroegere Wol(d)til in de Leegeweg ten oosten van de Kerkstraat

De waterhuishouding werd in de 13e eeuw grootschalig aangepakt door het Klooster van Aduard. Leegkerk was waarschijnlijk een van de oprichters van het Aduarderzijlvest, waarvan het samen met Dorkwerd een schepperij vormde. Na de reductie kreeg de stad Groningen de macht over de schepperij in handen ('staande' recht). De scheppers zelf waren doorgaans grote boeren. Het Aduarderzijlvest was onder andere verantwoordelijk was voor het graven van het Aduarderdiep, waarmee de Hunsinge werd afgesneden. Vanuit de Hunsinge werden later verschillende tochtsloten en maren gegraven om het omliggende laaggelegen gebied te ontginnen. Een daarvan was de Woldgraft, dat in westelijke richting door Lieuwerderwolde werd gegraven (graft verwijst wellicht naar "graven") naar ofwel de Hunsinge of het latere Aduarderdiep. Haaks op de Woltgraft werd mogelijk in 1561 de Oude Maar of Klief(t)diep (vroeger ook wel Brundekemaar) gegraven vanaf de richting van het (later gegraven) Hoendiep naar het noorden via de Woltil in de Leegeweg om ten zuiden van de latere Friesestraatweg af te buigen naar het westen en verder te stromen naar het westen via de Slaperstil om bij boerderij het Kleine Waschhuis uit te stromen in het Aduarderdiep. De Woltgraft was is de 19e eeuw enkel nog de oude benaming voor het deel van de Oude Maar ten zuiden van de Leegeweg, dat ook wel 'olde gat' werd genoemd en voor een sloot parallel ten zuiden van de Leegeweg tussen boerderij Hoitumheerd en de knik in de Leegeweg ten noorden van de Hoogkerkster Kerkstraat. Vanuit Leegkerk zelf werd de Leegkerkermaar gegraven, die vroeger naar het westen toe uitstroomde in het Aduarderdiep In 1794 werd besloten tot het verbeteren van de afwatering door de bouw van een tweetal poldermolens ter bemaling van de polders van Dorkwerd, Leegkerk, Hoogkerk en het Westerstadshamrik, waarvan echter alleen de molen De Oude Held werd gebouwd ten zuiden van Leegkerk, waardoor de polders rond Leegkerk en Dorkwerd onvoldoende werden bemaald en daardoor te nat bleven. Na klachten van de ingelanden werd daarom in 1828 alsnog besloten tot de bouw van een molen ter bemaling van dit gebied; de poldermolen De Jonge Held aan het Oude Maar of Kliefdiep ten noorden van Leegkerk, waaruit de gelijknamige polder De Jonge Held ontstond. Niet altijd hielpen deze inspanningen: Nog in 1863 raakten de laaggelegen landerijen rond Leegkerk overstroomd bij een doorbraak van de Reitdiepdijk, waarbij vele schapen omkwamen.
Uiteindelijk hebben deze waterstaatkundige inspanningen geleid tot het ontstaan van het huidige kleiweidelandschap waar koeien, schapen en paarden grazen en waar ook veel weidevogels voorkomen, zoals de grutto, tureluur, watersnip en 's winters de goudplevier. De oude blokverkaveling en smalle kromme sloten zijn nog op verschillende plaatsen zichtbaar in het landschap. Tussen 1952 en 1954 werd het Aduarderdiep ten westen van Leegkerk gekanaliseerd ter verbetering van de aanvoer van bieten naar de suikerfabriek van Hoogkerk. De oude loop is nog te zien aan de loop van de Aduarderdiepsterweg ten zuidwesten van Leegkerk. In de jaren 1960 werd gedacht dat de bebouwing van de stad Groningen Leegkerk op korte termijn zou omsluiten. Dit is echter niet gebeurd: De kerk en omringende huizen en boerderijen liggen nog vrij in het landschap. Wel werd de wijk Gravenburg tegen het oostelijke deel van Leegkerk aangebouwd.

### Bestuur
Leegkerk vormde vroeger onderdeel van het landschap Middag, dat eerst onderdeel vormde van het Ommeland Hunsingo, maar vanaf de 16e eeuw onder het Westerkwartier kwam te vallen. De macht in het gebied was tot de reductie van Groningen in handen van het klooster van Aduard en lokale eigengeërfde boeren en kwam later in handen van de adellijke familie Lewe. Leegkerk vormde vroeger samen met Dorkwerd een rechtstoel (grietenij) die nog tot 1749 (als vroeger onderdeel van Middag) onderdeel vormde van de Oosterwarf van Hunsingo en Fivelingo. Later vormde Leegkerk een aparte rechtstoel. Het ambt van redger in de rechtstoel Leegkerk bestond uit 11 ommegangen, waarvan er 8 in de loop der tijd in handen kwamen van de familie Lewe en de rest in handen van de families Trip en Canters. In de 18e eeuw is ook sprake van een 'regthuis' in Leegkerk, maar waar dit heeft gestaan is niet bekend. In 1789 werden de rechtstoelen vervangen door de nieuwe gemeente Aduard, waarbij ook Dorkwerd en Hoogkerk werden gevoegd. In 1811 werd de gemeentelijke indeling gewijzigd en werd Leegkerk onderdeel van de nieuwe gemeente Hoogkerk. In 1969 werd deze gemeente geannexeerd door de gemeente Groningen.
Leegkerk vormt een buurt binnen de Groningse wijk Hoogkerk e.o.. De westgrens hiervan wordt gevormd door het Aduarderdiep in het westen en de Friesestraatweg in het noorden. De oostgrens lag tot 2014 bij de wijk Vinkhuizen (met boerderij 't Hooihuis) en de zuidgrens iets ten zuiden van de Leegeweg. De buurt bestond in 2013 uit de subbuurten Leegkerk-Dorp, Gravenburg-Noord, Gravenburg-Zuid, De Jonge Held en De Held noord. In het oostelijke deel verrezen in de jaren 1990 en 2000 de wijken De Held (noordelijke deel) en Gravenburg, waarop werd besloten om de buurtindeling te wijzigen om deze logischer te maken. In 2014 werd de buurt Leegkerk daarom aan zuidzijde vergroot en aan oostzijde verkleind, waarbij de wijken De Held en Gravenburg werden afgesplitst, maar ook de bebouwing van Leegkerk aan de knik in de Leegeweg ten noorden van Hoogkerk. De oostgrens bestaat hierdoor sinds 2014 uit de Noodweg en de Zijlvesterweg ten noorden daarvan, waarbij alle huizen rond de knik in de Leegeweg ten noorden van de Kerkstraat nu onder Hoogkerk vallen. Aan zuidzijde is het poldergebied 't Moor bij Leegkerk getrokken. 't Moor verwijst naar het Maar of Kliefdiep (nu Tochtsloot geheten), een afwateringssloot waaraan tussen 1797 en 1883 de molen De Oude Held stond.

## Geschiedenis

### Vroege geschiedenis
De oude kern van Leegkerk is ontstaan op een drietal wierden rond het westelijke deel van de Leegeweg, die hier waarschijnlijk in de 12e eeuw zijn opgeworpen, mogelijk als nieuwe wierden, maar mogelijk ook op de plek van vroegere wierden die bij eerdere overstromingen werden weggespoeld. Mogelijk stonden op deze plek eerst een paar boerderijen. Archeoloog Halbertsma vond in de jaren 1970 onder de kerk namelijk veel kogelpotscherven uit de 12e en 13e eeuw, die ook onder de pastorie zijn aangetroffen. Hij denkt ook dat het terrein van de pastorie aan noordzijde mogelijk de plaats kan zijn geweest van een steenhuis, maar hiervoor zijn verder geen bronnen bekend. In de 12e en 13e eeuw vonden veel overstromingen plaats en het moet dan ook een moeilijke tijd geweest zijn voor de toenmalige bewoners. Relatief kort na het opwerpen van de wierden werd in de eerste helft van de 13e eeuw een kerk op de zuidelijke wierde gebouwd. De noordelijke wierde zal vervolgens zijn omgevormd tot de pastorieboerderij (weem). De wierden waarop de kern van Leegkerk staat zijn niet hoog en Halbertsma denkt in het geval van de kerkwierde dan ook dat deze alleen was verhoogd tegen hoge waterstanden in de winter. Rond 1300 waren overal dijken aangelegd en nam het gevaar van het zeewater wel sterk af. Leegkerk lag vroeger aan een van de handelsroutes tussen Groningen en Leeuwarden. Het betrof een kleiweg die voornamelijk begaanbaar was in de zomer en daarom ook wel als 'Leege Somerweg' werd aangeduid. Een andere benaming was Woldweg of 'Woltgraft', verwijzende naar respectievelijk het vroegere veenlandschap en de vroeger parallel eraan lopende Woltgraft (zie landschapsgeschiedenis en waterstaat). De weg voerde ten westen van Leegkerk bij Nieuwbrug over het Aduarderdiep. Bij de Nieuwe brug bevond zich ook een tichelwerk van het klooster van Aduard, dat ook eigenaar was van het Waschhuis noordelijker aan het Aduarderdiep.
In 1501 werd het dorp gebrandschat door troepen van zowel de Saksische burggraaf Hugo van Leisnig (Leissenich, Leysenack, Lysnick, Eisenach, Leysenack) als graaf Edzard I van Oost-Friesland omdat het net als Hoogkerk de geëiste brandschatting weigerde te betalen. In 1514 werd het veroverd door de Saksen om zo de Hunze te sluiten en daarmee de stad Groningen onder druk te zetten.

### Steenhuis Haxtema
Op het grondgebied van Leegkerk heeft vroeger het steenhuis Haxtema gestaan, dat in de 15e eeuw in handen kwam van het Heilige Geestgasthuis. In 1402 werd door Yeye Haxtum, de weduwe van Ludelef Haxtum een 3e deel van dit steenhuis verkocht aan het gasthuis. In 1407 droegen Reuwert en Ludelef Verhaxtema hun deel van het steenhuis to Haxtema over aan ene Ridder Herema, die het met zijn zonen Rebbe en Abele Ridders vervolgens overdroeg aan gasthuis. In 1417 werd nog een 6e deel van het 'Vorhaxtemehues' aan het gasthuis verkocht door Rolef Baberinc. Samen waren deze delen waarschijnlijk goed voor ongeveer de helft van het steenhuis. Het resterende deel van het heem met toebehoren in 'Verhacksma' kwam in 1466 in handen van het gasthuis. In een huurprotocol uit 1631 wordt gesproken van de 'landen van ouds Verhaexstum genoemd' met een omvang van ongeveer 51 grazen en gelegen over de Nije Brugge ten zuiden. In 1718 werd de heerd verkocht door het gasthuis. De exacte locatie van het steenhuis en het jaartal van afbraak zijn onbekend.

### Latere geschiedenis

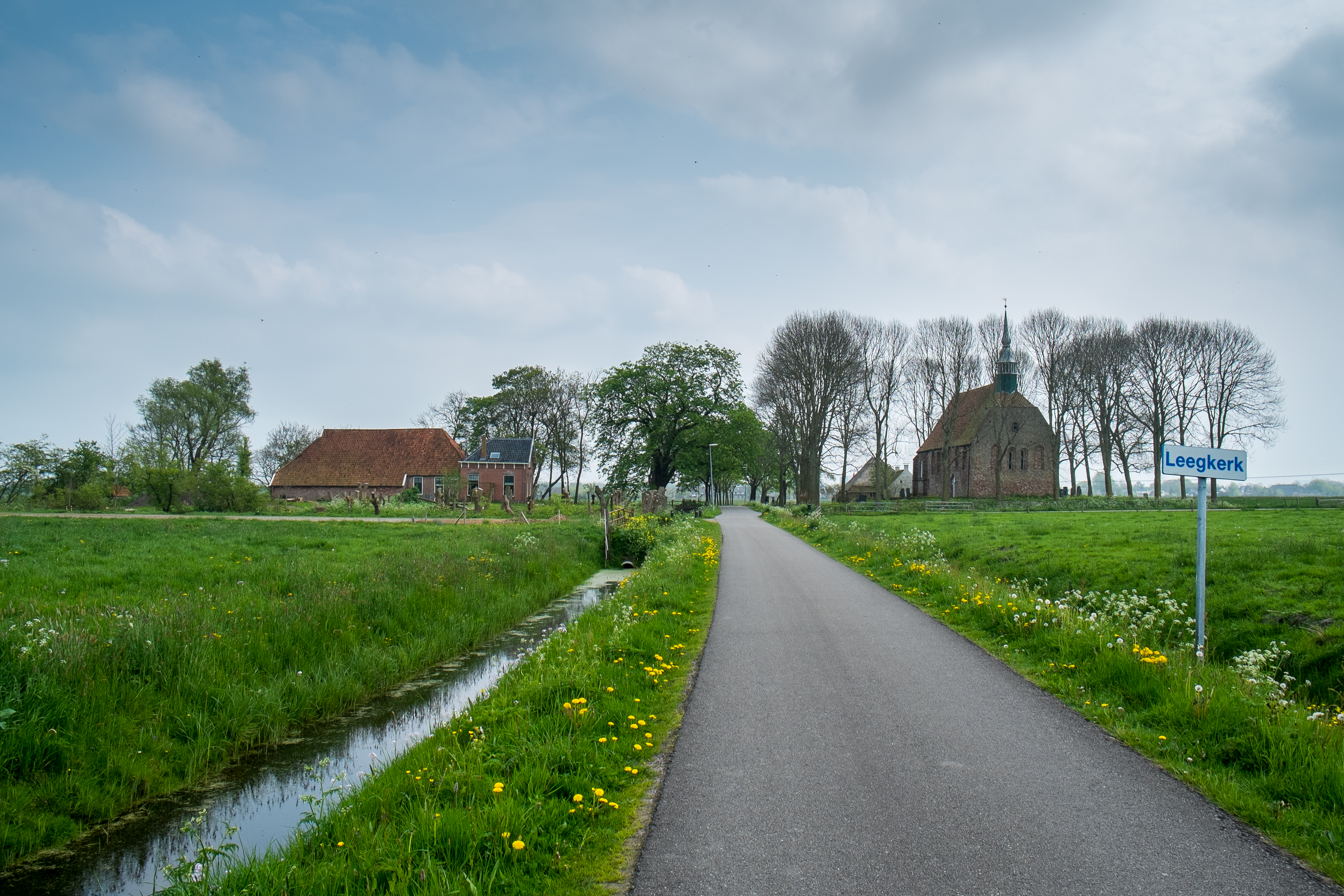
De kern van Leegkerk met links de pastorie, rechts de kerk en rechtsachter de kosterij

De bebouwing van Leegkerk bleef eeuwenlang beperkt tot de kern met kerk, pastorie en kosterij-school, wat bebouwing rond de Nieuwe brug en enkele boerderijen. De bevolking bestond voornamelijk uit veehouders, die paarden, runderen, schapen en varkens hielden. Ook waren er enkele akkerbouwers, die rogge, gerst, haver en bonen verbouwden. Leegkerk had ook een losplaats bij de Nieuwe brug voor het laden van landbouwproducten. Eind 18e eeuw was er slechts 1 ambachtsman; een timmerman. Begin 19e eeuw telde het dorp een paar kleermakers en twee kasteleins, die ook winkelwaren verkochten. Een van beide kasteleins was van oudsher gevestigd in de herberg bij de Nieuwe Brug en de andere had in 1819 een herberg ('Sprikkenburg') gebouwd aan de knik in de Leegeweg ten noorden van de Hoogkerkster Kerkstraat, waar in de 19e eeuw steeds meer huizen verrezen en waar op den duur het grootste deel van de huizen van Leegkerk kwam te staan.
Leegkerk telde mogelijk nog in de 18e eeuw meer inwoners dan Hoogkerk. In 1718, na de Kerstvloed, werden namelijk meer mensen uit Leegkerk dan uit Hoogkerk opgeroepen om te helpen bij het herstel van de dijken: 30 uit Hoogkerk en 38 uit Leegkerk. Wanneer deze aantallen naar ratio van de bevolking waren, zou dit betekenen dat Leegkerk toen meer inwoners had. In de 19e eeuw veranderde dit echter. Leegkerk kreeg toen een betere aansluiting op Hoogkerk en andere plaatsen in de omgeving. In 1829 werd het voetpad naar Aduard langs het Aduarderdiep verbeterd. In 1837 werd het voetpad van Hoogkerk langs Leegkerk (de knik in de Leegeweg) bestraat en in 1844 werd deze bestrating doorgetrokken van Leegkerk naar de nieuwe Friesestraatweg. Daar verrezen vervolgens ook een aantal huizen aan de knik in de Leegeweg. Pas in 1877 werd de kern van Leegkerk als laatste dorp van de toenmalige gemeente Hoogkerk aangesloten op het net van verharde verbindingswegen van de gemeente. Na 1850 kwamen in Hoogkerk op grote schaal fabrieken van de grond, wat tot gevolg had dat daar ook veel nieuwe huizen werden gebouwd. Dit leidde er ook toe dat Leegkerk zich steeds meer op dit dorp ging richten. Begin 19e eeuw was de weg naar Groningen nog de belangrijkste verbinding van Leegkerk, maar met de nieuwe industrie en betere wegverbinding veranderde dit. Langzamerhand groeiden de huizen langs de knik in de Leegeweg vast aan Hoogkerk. De verbetering van de wegen werd in 1892 ook gebruikt als argument om de school in Leegkerk te sluiten omdat de kinderen nu toch makkelijker naar Hoogkerk konden komen dan in de tijd dat de kleiwegen het vervoer 's winters bijna onmogelijk maakten.
De ontwikkeling van Leegkerk stagneerde vervolgens. Begin 19e eeuw werd de kerkwierde van Leegkerk grotendeels afgegraven. De pastorie werd in 1927 door de predikant verwisselt voor die van Hoogkerk. In de jaren 1960 verkeerde de kerk van Leegkerk in slechte staat. Verwacht werd toen dat de kerk zou worden afgebroken. Na restauratie van het pand was de gedachte dat Leegkerk wellicht in een stadspark zou worden opgenomen. Op structuurschetsen werd aan de kern van Leegkerk een recreatieve bestemming gegeven. Later bleek echter dat de uitbreiding van de stad Groningen minder snel ging dan vooraf werd gedacht. In de loop der tijd kwam er ook meer waardering voor het landschap rond Leegkerk met zijn archeologische vindplaatsen en historische waterlopen en percelering. In de jaren 1990 werd er geruzied tussen de gemeente Groningen en een aantal Twentse bouwbedrijven die opties genomen hadden op percelen tussen de Noodweg en Vinkhuizen, waar de wijk De Held zou worden gebouwd. Dit culmineerde in de bouw van de wijk Gravenburg tegen Leegkerk aan, in plaats van naast het bestaande deel van De Held. Daar had de gemeente namelijk wel eigen grond en kon ze onderhandelingen met de Twentse bouwers omzeilen. De Leegkerkers die woonden aan oostzijde van de knik in de Leegeweg en aan oostzijde van de Noodweg wisten na een lange juridische procedure alleen gedaan te krijgen dat er tussen hun huizen en de nieuwe woonwijk een iets bredere sloot en een rietkraag kwam en dat zij iets langere tuinen kregen. Dit deel van Leegkerk werd bovendien in 2014 bestuurlijk gezien van Leegkerk afgesplitst en bij Hoogkerk gevoegd. De open ruimte rond de kern van Leegkerk werd echter in 2005 definitief gemaakt in het Inrichtingsplan Leegkerk-Dorkwerd, waarmee het gebied in de nabije toekomst wordt gespaard voor nieuwe stadsuitbreidingen.
| 203¹ | 250¹ | 230¹ | 258¹ | 235¹ | 254¹ | 254¹ | 253¹ | 107¹ | 111¹ | 156¹ | 50² | 200² | 1130² | 3310² | 3750² |
| Data afkomstig van volkstellingen.nl & CBS. ¹inc. buiten kom (na 1912 deel geannexeerd door gemeente Groningen) ²'buurt' Leegkerk inclusief Gravenburg en De Held Noord |      |      |      |      |      |      |      |      |      |      |     |      |       |       |       |

## Gebouwen

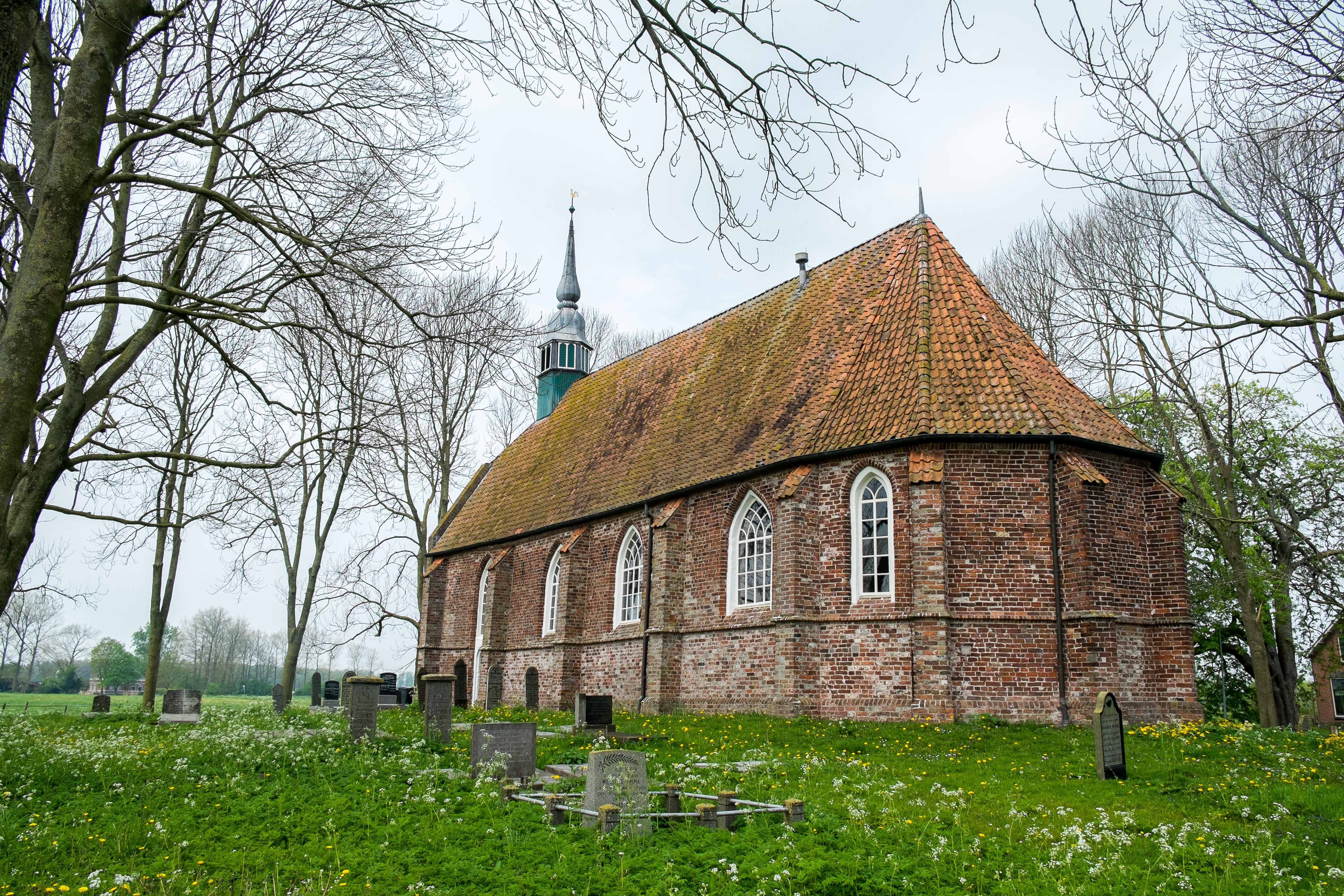
De kerk vanuit het zuidoosten

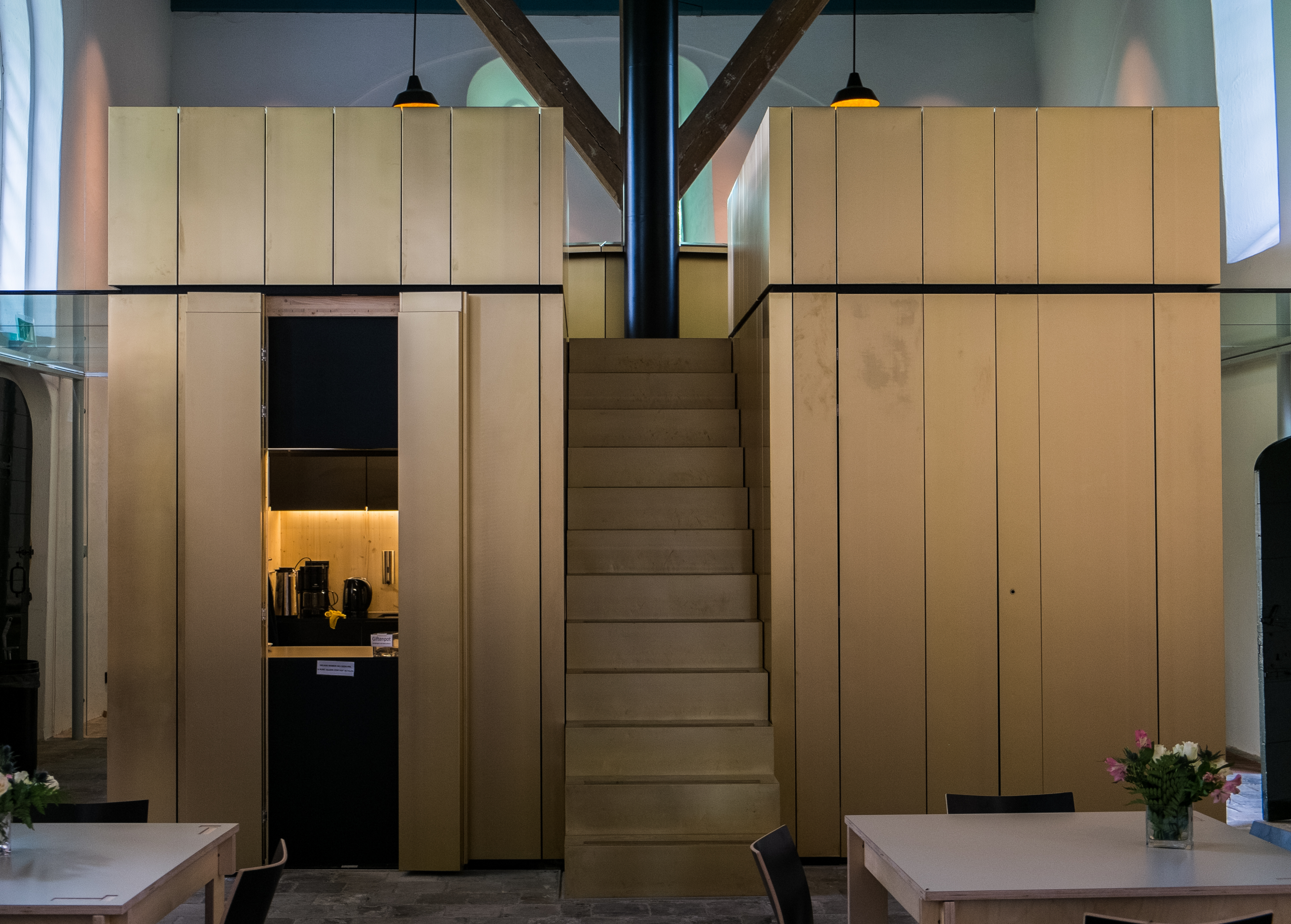
De 'gouden kubus' met links de vroegere zuidingang en rechts de noordingang, die tegenwoordig de ingang vormt

### Kerk
De kerk van Leegkerk dateert oorspronkelijk uit de 13e eeuw. Begin 16e eeuw werd de kerk grotendeels verwoest, waarop deze rond 1520 werd herbouwd. Het oostelijke deel van de noordmuur en de westmuur met hun kleine rondboogvensters en bijbehorende spaarvelden dateren nog uit de 13e eeuw en zijn romanogotisch. De overige muren zijn herbouwd in laatgotische stijl. Bij de herbouw werd het koor vijfzijdig gesloten opgetrokken. Het dak werd verlaagd en aan zuidzijde deels naar binnen geplaatst, waardoor de muur daar verzakte. De grotere gotische spitsboogvensters zorgden voor grotere perforaties in de muren die vereisten dat er steunberen tegen de kerk werden geplaatst. Na de reformatie werd de nieuwe protestantse gemeente gecombineerd met Hoogkerk, waarbij de predikant in Leegkerk bleef wonen.
In 1965 verliet de kerkelijke gemeente het gebouw en kwam de kerk leeg te staan, waarop deze dreigde te vervallen tot een ruïne. In 1969 vormde de staat van het kerkgebouw een van de redenen voor de oprichting van de stichting Oude Groninger Kerken, die het gebouw vervolgens ingrijpend restaureerde tussen 1970 en 1973. Daarbij werden bijna alle veranderingen van na de 16e eeuw tenietgedaan om de kerk zoveel mogelijk in 13e- en 16e-eeuwse stijl terug te brengen. Hiertoe werden onder andere een aantal vensters herplaatst, werden de grotendeels verdwenen steunberen teruggeplaatst, de westmuur ontpleisterd, de oostingang (uit 1910) dichtgemetseld en de oorspronkelijke zuidingang weer opengebroken. Ook werd een teruggevonden hagioscoop weer zichtbaar gemaakt. Het kerkinterieur dat in de jaren zestig zwaar beschadigd was geraakt als gevolg van jarenlange blootstelling aan weer en wind werd grotendeels uit de kerk gesloopt en vervangen door klapstoelen.
De kerk werd in de decennia daarna slechts sporadisch gebruikt door de vereniging van vrijzinnig hervormden van Hoogkerk, maar verder gebeurde er weinig mee. In 2012 werd het interieur van de kerk aangepast om de kerk voor meerdere doeleinden geschikt te maken. Daarbij werd onder andere een 'gouden kubus' in de kerk geplaatst, waarin onder andere een keuken en toiletten zijn ondergebracht. Tot dan had de kerk nooit een toilet gehad. Het koor en schip zijn sindsdien van elkaar te scheiden als aparte ruimten door de plaatsing van twee 'deurkasten'. De kerk wordt sinds deze restauratie verhuurd door de Bijzondere Locaties Groningen. Zomers is de kerk zondagsmiddags opengesteld voor bezoekers en worden er regelmatig culturele activiteiten georganiseerd. Reguliere kerkdiensten vinden er echter niet meer plaats.
In het koor bevinden zich oorspronkelijke schilderingen, waaronder enkele wijdingskruisen. Ook zijn er onder andere een sacramentsnis en fraai versierde piscina aanwezig. Aan de muur hangt een psalmbord, dat ook wel avondmaalsbord wordt genoemd omdat de erop genoemde psalmen vaak bij het avondmaal werden gezongen en het koor in gebruik geweest is voor de avondmaalsviering. In het schip staat een preekstoel uit de 17e eeuw. Koor en schip worden van elkaar gescheiden door een muur met een halfronde doorgang. Deze muur heeft vermoedelijk gediend als achtermuur voor de plaatsing van twee zijaltaren. Boven op het onderste deel van deze scheidingsmuur staat in het schip een fraai versierd 17e-eeuws tiengebodenbord. Ook staat er een 17e-eeuws doopbekken in de kerk. Achter in het schip bevindt zich de standvink waarop de dakruiter rust die aan westzijde de kerk siert. Voor de standvink staat de gouden kubus. In de kerk liggen een aantal grafzerken van predikanten en rijke kerkleden.
Het kerkhof rond de kerk bevat een aantal 19e- en 20e-eeuwse grafstenen, maar was vermoedelijk al langer in gebruik. Veel grafstenen zijn scheefgezakt of gebroken. Het vroeger aanwezige baarhuisje werd begin 20e eeuw afgebroken.

### Pastorie

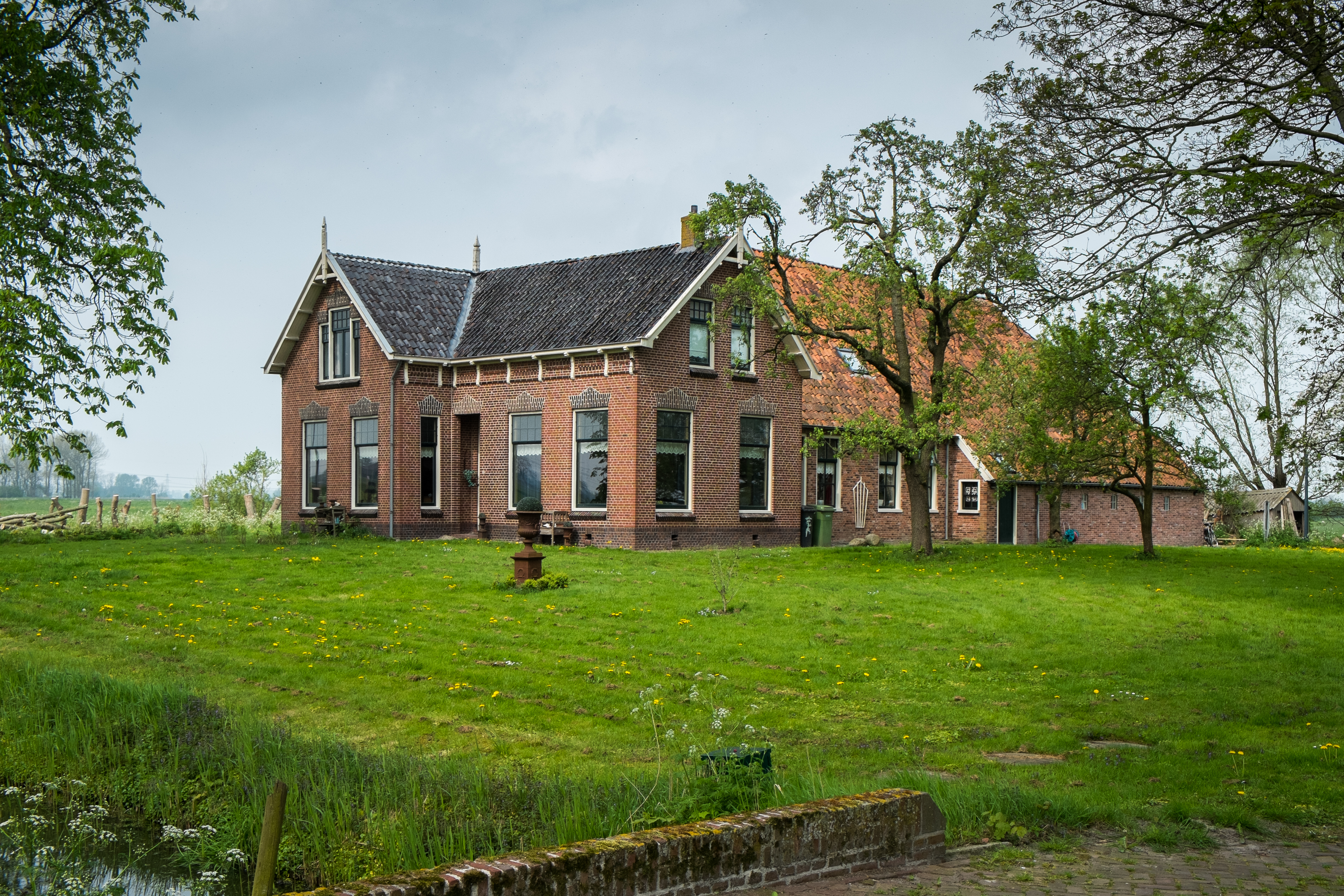
De voormalige pastorie

De pastorie (Leegeweg 41) tegenover de kerk staat op een lage rechthoekige wierde die mogelijk uit de 12e of 13e eeuw stamt. In een oorkonde van 1629 is voor het eerst sprake van een 'wehem'; een weem of pastorieboerderij. Lange tijd woonde hier de predikant van de gecombineerde gemeente Hoogkerk-Leegkerk. In de 19e eeuw rees echter met de groei van Hoogkerk steeds meer de vraag of de predikant niet beter daar kon wonen. Begin jaren 1850 verkeerde de pastorie in slechte staat en werd herbouw gewenst geacht, waarvoor in verband met de arme gemeente (er waren slechts 20 mensen die de kerkelijke belasting konden betalen) een beroep op de classis, provincie en het Rijk werd gedaan. 28 lidmaten van Hoogkerk dienden in 1854 echter het verzoek in bij de classis om de pastorie niet in Leegkerk maar in Hoogkerk te herbouwen. Omdat de synode eigenlijk ook vond dat Hoogkerk geschikter was als locatie voor de pastorie leidde dit ertoe dat er enkele jaren geen geld kwam voor herbouw. In 1859 zag de voogdij van Hoogkerk echter uiteindelijk af van de eis tot de bouw van een pastorie in dat dorp, waarop de aanvraag toch werd goedgekeurd. Rond 1863 werd de pastorie daarop herbouwd, waarbij oude delen werden hergebruikt en de oriëntatie werd gewijzigd van oost-west naar noord-zuid. Het voorhuis bleek echter slecht gebouwd, want in 1920 werd het pand zelfs onbewoonbaar verklaard. Daarop werd het voorhuis herbouwd in L-vorm in 1922, maar het voorhuis werd daarbij aan voorzijde onvoldoende gefundeerd zodat deze tegenwoordig wat naar voren overhelt. In 1927 kreeg de gecombineerde gemeente echter een nieuwe predikant die zich wenste te vestigen in Hoogkerk omdat daar inmiddels het grootste deel van de hervormde gemeente woonde en hij daar dus het merendeel van zijn bezigheden had. De pastorie werd vervolgens verbouwd tot woonhuis.
Het huidige pand is een kop-rompboerderij (met hals en romp onder 1 dak) die nog grotendeels in oorspronkelijke staat verkeert. De schuur is tussen 1985 en 1995 opnieuw opgetrokken met gebruikmaking van de oude stenen. Mede vanwege haar beeldbepalendheid is het gebouw in 2006 aangewezen als gemeentelijk monument. Het perceel rondom de pastorie is nog grotendeels omgracht en bevat verder de historische boomsingels, twee monumentale paardenkastanjes bij de ingang en enkele fruitbomen, die een restant vormen van de vroegere boomgaard bij de pastorie.

### Kosterij en school

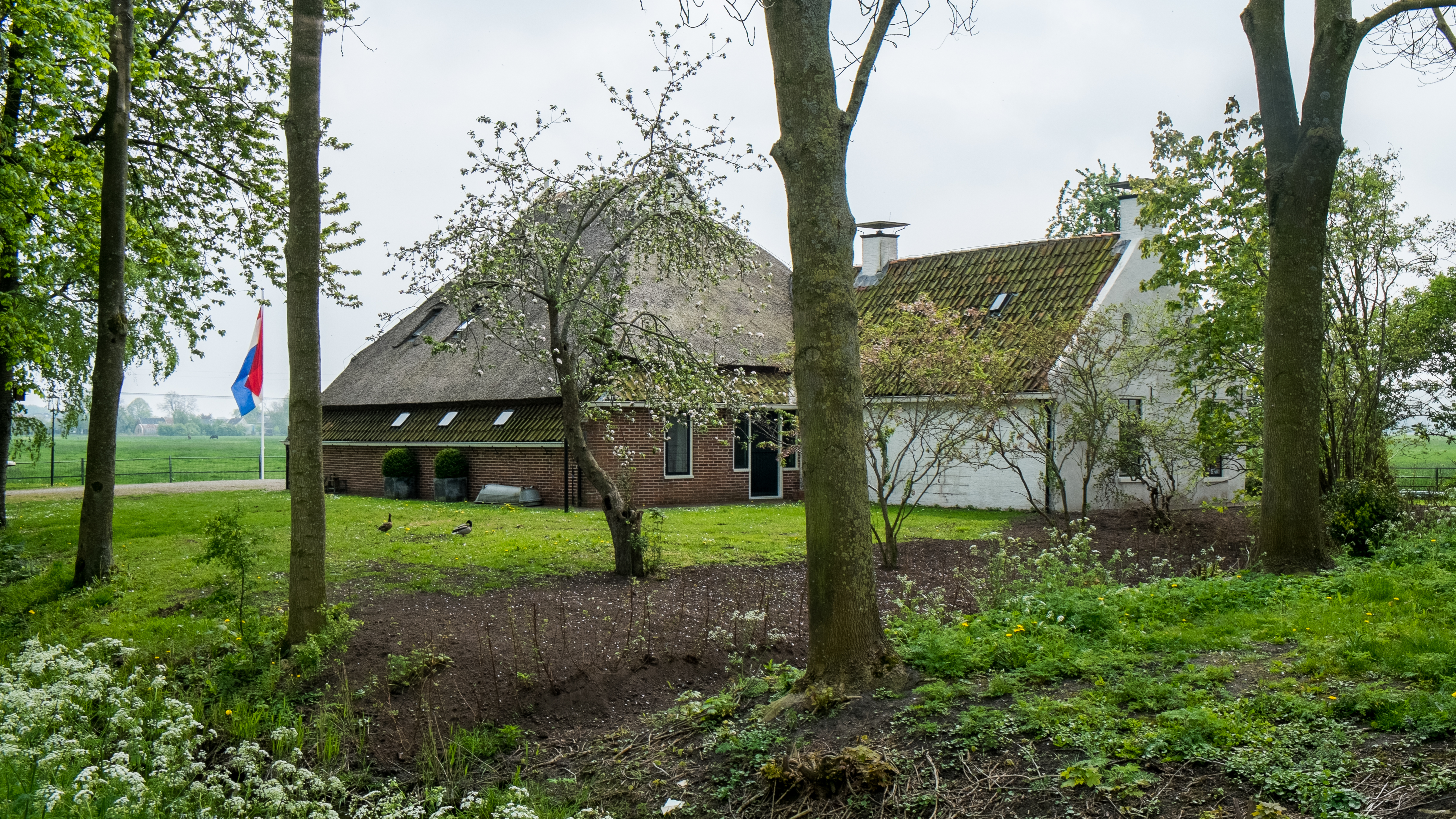
De voormalige kosterij, waarbij vroeger ook een school was gevestigd

Naast de kerk staat de kosterij (Leegeweg 36) op een wierde die wellicht net als bij de kerk en pastorie uit de 12e of 13e eeuw stamt. Lange tijd deed de kosterij tevens dienst als school. Mogelijk was dit in de eerste helft van de 17e eeuw nog niet het geval, want in de kerk staat in een houten steunbalk het jaartal 1641 ingekrast, dat wordt omringd door initialen, zessterren, hartjes en andere kleine tekeningen, die mogelijk wijzen op een tijd dat het westelijke deel van de kerk heeft dienstgedaan als school. Dit kwam in die tijd wel vaker voor in het westelijke deel van de kerk. Later werd de school verplaatst naar de stal van de kosterij. De school werd alleen in de winter gebruikt. 's avonds werden er zanglessen aan de jongeren gegeven.
De huidige kop-rompboerderij heeft een gepleisterd voorhuis met topgevels en een schuur met een wolfsdak met uilenborden. Volgens de gemeente Groningen dateert dit pand al uit de 17e eeuw, maar volgens Stenvert et al. werd de huidige kosterij pas in de eerste helft van de 19e eeuw gebouwd. In 1832 werd de school 'aanmerkelijk verbeterd en vergroot'. In 1836 schreef hoofdinspecteur Henricus Wijnbeek over de school dat er een 'twintigtal leerlingen, alle geringe boerenkinderen' op school zaten en dat de onderwijzer zeer arm was. Het onderwijs was naar het oordeel van Wijnbeek "zeer eenvoudig en met het oordeel afgemeten naar de behoeften zijner leerlingen". Na 8 jaar werd de school in 1840 alweer vergroot wegens bevolkingsaanwas. In 1848 brak er ruzie uit over de benoeming van een nieuwe koster tussen de kerkvoogden van Leegkerk enerzijds en de burgerlijke gemeente, schoolopziener en collator anderzijds. De kerkvoogdij wilde namelijk Nicolaas Mattheüs Feringa benoemen, een 'fijne' (vrome) die echter door de burgerlijke gemeente werd gezien als een 'dweper' (fanatiekeling) en door schoolopziener als 'te vroom' werd beschouwd. De collator en zijn medestanders trokken aan het langste eind en de door hen voorgestelde tegenkandidaat werd aangewezen als nieuwe koster. In 1855 verkeerde de kosterij net als kerk en pastorie in bouwvallige staat en werd verzocht om een geldelijke bijdrage van de kerk, de provincie en het Rijk. Mogelijk werd de kosterij daarop begin jaren 1860 hersteld, maar in 1869 wordt gesproken over de bouw van een nieuwe kosterij, die uiteindelijk in 1872 werd gebouwd. Vijf jaar later kreeg Leegkerk een verharde wegverbinding met de rest van de gemeente. Dit vormde in 15 jaar later aanleiding om de school te sluiten wegens te weinig leerlingen, ook al telde de school toen 25 leerlingen. Er was volgens de raadsleden nu geen beletsel meer vanwege de afstand, omdat de leerlingen makkelijk naar Dorkwerd of Hoogkerk konden lopen. In april 1892 werd de school gesloten en moesten de leerlingen voortaan naar Hoogkerk. Een jaar later werd de school afgebroken. In het huidige pand bevinden zich echter nog sporen van de school. In 1902 werd nog een put gedempt op het voormalige schoolplein. Begin jaren 1970 is het pand gerestaureerd. De voormalige kosterij is aangewezen als rijksmonument en de wierde waarop deze staat als archeologisch gemeentelijk monument.

### Molen
Iets ten zuiden van de Friesestraatweg staat aan de Oude Maar de poldermolen De Jonge Held uit 1829; een achtkante bovenkruier op veldmuren met een rieten dak. De molen is voorzien van een vijzel die het overtollige water van de gelijknamige polder De Jonge Held afvoert naar het Aduarderdiep. Sinds 1989 wordt de molen daarbij ondersteund door een gemaaltje om ook in de zomer als er weinig wind is ervoor te zorgen dat het water in de sloten op het gewenste peil blijft. De molen is eigendom van de Molenstichting Westerkwartier en wordt bediend door een vrijwillige molenaar. Het molenhuis naast de molen werd in 1914 gebouwd.

### Diaconiewoningen
De kerkvoogdij van Leegkerk heeft lange tijd een aantal diaconiewoningen gehad in de buurtschap Slaperstil. De voormalige diaconiewoningen staan aan oostzijde van de Zijlvesterweg (nrs. 9 en 11) iets ten noorden van de Friesestraatweg. Deze huizen brandden in 1934 af en werden hetzelfde jaar herbouwd. Het huizenblok wordt gedekt door een schilddak met aan weerszijden een schoorsteen.

### Boerderijen in de omtrek

#### Zijlvesterweg 2
Aan de Zijlvesterweg 2, aan een vroegere meander van de Hunsinge, op ongeveer 450 meter van de weg nabij het Aduarderdiep, staat op een volledig omgrachte, omsingelde en verhoogde wierde een kop-hals-rompboerderij. De boerenplaats wordt waarschijnlijk al bewoond sinds de 13e eeuw. De eerste vermelding van bewoning dateert van 1632. Het voorhuis met gepleisterde voorgevel en zadeldak werd gebouwd in 1879. De aangebouwde stookhut aan noordzijde werd waarschijnlijk iets later gebouwd. In 1911 werd de hoofdschuur vergroot, waarbij de gebinten waarschijnlijk bleven staan. De hoofdschuur is versierd met een uilenbord en een piron. De vrijstaande bijschuur werd waarschijnlijk kort daarna gebouwd, waardoor een gangetje van 1,5 meter breedte tussen beide schuren ontstond. Ten noordoosten van de boerderij ligt nog een omgracht perceeltje, dat vroeger dienstdeed als moestuin en via een bruggetje kan worden bereikt. De boerderij was begin 20e eeuw eigendom van boer Jan Mensinga, die bekend werd met zijn renpaarden, zoals Nora Belwin B. Een gevelsteen in de achtergevel van de hoofdschuur met het jaartal 1911 en de afbeelding van een paard verwijst hiernaar. De boerderij is aangewezen als gemeentelijk monument.

#### Zijlvesterweg 8: Gravenburg
Boerderij Gravenburg aan de Zijlvesterweg 8 is en kop-hals-rompboerderij aan een bocht van de vroegere Hunsinge die aan westzijde met een bocht om het erf heenloopt. De eerste boerderij werd hier vermoedelijk al in de 13e eeuw gebouwd op een oeverwal van de Hunsinge. Aan de andere zijde van de weg ligt nog een hoge onbebouwde wierde, waarop echter al in de 18e eeuw geen huis meer stond. Onduidelijk is wat de relatie was tussen deze wierde en boerderij Gravenburg. Het terrein rond de boerderij is omgracht en wordt omringd door een boomsingel. Mogelijk heeft er in de middeleeuwen een steenhuis gestaan, maar hierover is verder niets bekend. De naam Gravenburg duidt in elk geval niet op een borg, want de landerijen van de boerderij maakten vroeger deel uit van het klooster van Aduard. Mogelijk is de naam verbonden met ene 'Lyse Gravestorppp' die voorkomt in een oorkonde uit 1453, maar in deze oorkonde wordt niet over een boerderij gesproken. Wanneer de boerderij de naam Gravenburg kreeg is onbekend. Mogelijk vond dit pas plaats na 1794. Enige decennia daarvoor (in 1764 en 1765) waren de landerijen van de provincie gekocht door luitenant Livius van Vierssen, die daarmee gezamenlijk 185,5 grazen land verwierf, een zeer groot aantal voor die tijd. Na de dood van meier en eigengeërfde Lucas Rickers Iwema werd deze boerderij dat jaar gesplitst in de bestaande boerderij ('noordelijke plaats') en een dat jaar nieuw gebouwde boerderij ('zuidelijke plaats') aan de Zijlvesterijweg 6. Het schoolmeestersrapport van 1828 wijst er mogelijk op dat de naam van Gravenburg 'van oudsher het Grote leger' werd genoemd. Opmerkelijk is verder dat ook de boerderij Leegeweg 40 ten zuiden van de kerk bij de bouw in 1867 de naam 'Gravenburg' in de gevelsteen liet plaatsen.
Het voorhuis van de vorige boerderij was opgetrokken uit kloostermoppen met muren van een meter dik en hoge smalle ramen. In 1934 werd het huidige woonhuis gebouwd en in 1936 de huidige schuur. Het erf is aangewezen als archeologisch gemeentelijk monument en de onbebouwde wierde tegenover de weg als archeologisch rijksmonument.

#### Zijlvesterweg 6: De Volle Leegte
In 1794 werd aan de Zijlvesterijweg 6 een nieuwe kop-hals-rompboerderij gebouwd bij de splitsing van de boerderij aan de Zijlvesterweg 8. In de jaren 1960 werd het landbouwbedrijf beëindigd. In 1968 werd jachtbouwbedrijf Wicabo (later Proficiat en Dutch Yachting Group) in de boerderij gevestigd, dat echter in 1972 vertrok naar Bartlehiem. Na nog een aantal eigenaren kwam de boerderij leeg te staan. In 2003 werd de boerderij wegens bouwvalligheid gesloopt om plaats te maken voor een nieuwe boerderij van een woongemeenschap die er in 2005 een nieuw woongebouw liet optrekken met zeven wooneenheden in de vorm van een kop-hals-rompboerderij. Boven de ingang werd de sluitsteen van de vroegere boerderij met het jaartal 1794 teruggeplaatst. Ook de kenmerkende gebinten met houtverbindingen uit de oude boerderij; een 'schuine haaklas met visbekborsten' (houtverbindingen in de vorm van een visbek), werden teruggeplaatst in het huidige pand. De nieuwe 'boerderij' draagt de naam 'De Volle Leegte', een term die is ontleend uit het taoïsme. Bij het nieuwe pand werd een boomgaard aangeplant met fruitbomen van oude rassen.

#### Leegeweg 39: Sprikkenburg
Op de plek van het huis aan de Leegeweg 39, aan de oostelijke ingang naar de weg naar de kerk van Leegkerk, stond vroeger boerderij Sprikkenburg. Deze boerderij werd in 1819 gebouwd als boerderij met herberg. De naam zou een spottende verwijzing zijn naar het feit dat de boerderij van slechte kwaliteit zou zijn geweest, waarbij het houtwerk uit 'sprikjes' bestond; dunne takjes of stokjes. De buurt rondom de boerderij-herberg werd vervolgens ook bekend als Sprikkenburg. De boerderij zal in de jaren 1950 zijn afgebroken, want in 1958 werd het huidige huis aan de Leegeweg 39 gebouwd, waarop in de voorgevel de naam Sprikkenburg staat.

#### Leegeweg 40
Ten zuiden van de kerk staat in het veld aan de Leegeweg 40 een oldambtster boerderij met een vrijstaande stookhut uit 1867. Op een gedenksteen in de voorgevel staat de naam 'Gravenburg'. De boerderij is aangewezen als rijksmonument. In het land rondom de boerderij liggen verschillende onbehuisde wierden, waar vroeger ook boerderijen gestaan hebben.

#### Leegeweg 42
Aan de driesprong van de Leegeweg met de Zijlvesterweg en het Tichelwerkpad, aan een vroegere meander van de Hunsinge, staat een kop-hals-rompboerderij met een voorhuis uit 1902 en een hoofdschuur uit 1916 op een gedeeltelijk omgracht perceel. Het voorhuis is eenlaags en onderkelderd en wordt gedekt door een afgeknot schilddak. De smalle hals wordt gedekt door een zadeldak. De hoofdschuur heeft als bijzonderheid dat er geen Friese maar een Hollandse stal in zit. Zowel de boerderij als het erf zijn beschermd als gemeentelijk monument. Op het erf bevinden zich nog delen van de boomsingel en enkele fruitbomen.

#### Kleine en Groote Waschhuis

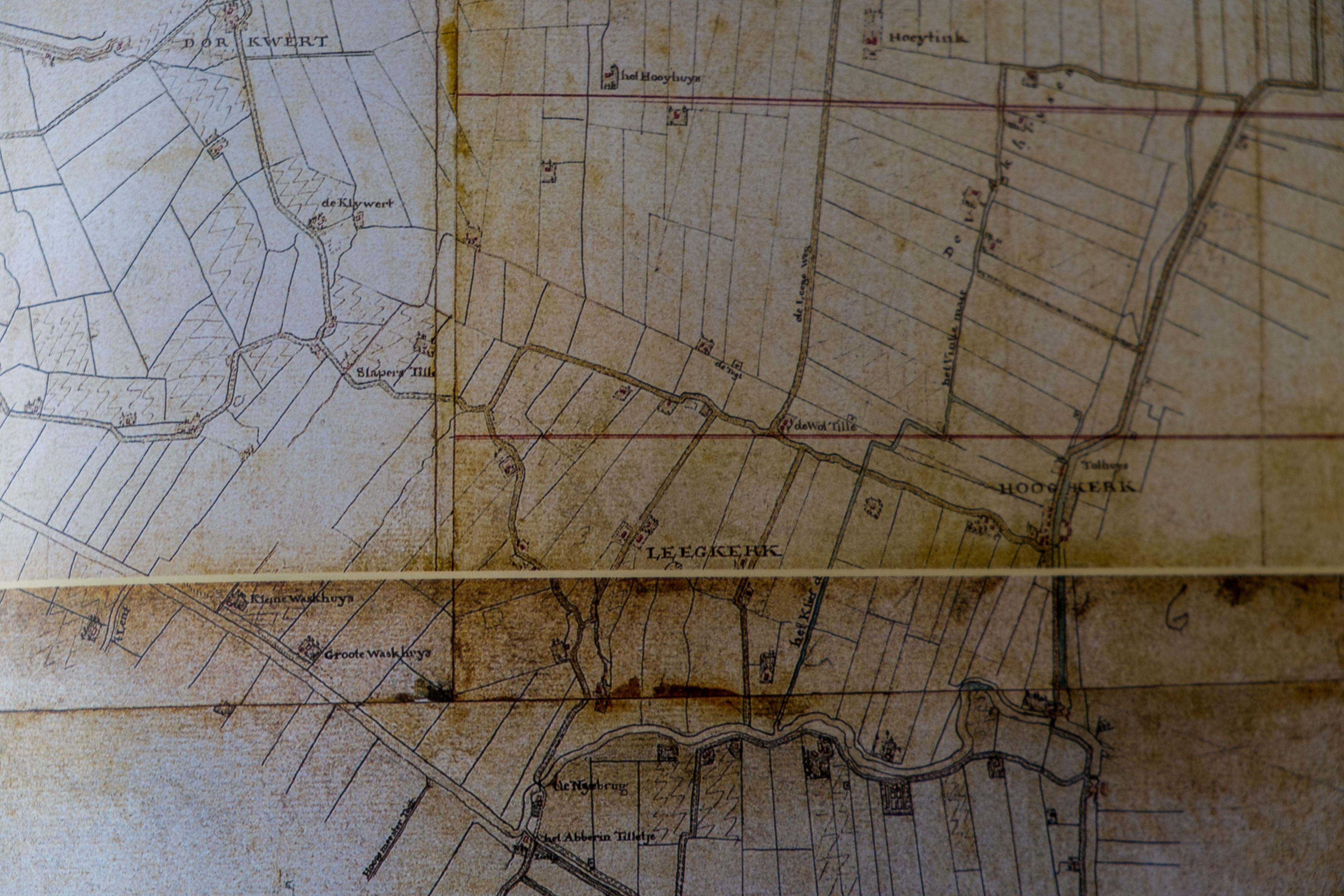
Fragment van de kaart van Hottinger met linksonder het 'Kleine' en 'Groote Waskhuys'

Aan het Aduarderdiep ten zuiden van Nieuwklap stonden vroeger een tweetal boerderijen genaamd Kleine Waschhuis en Groote Waschhuis. Wanneer er voor het eerst sprake is van een 'Kleine' en een 'Groote' Waschhuis is onbekend, maar beide namen komen (als Kleine en Groote Waskhuys) al voor op de kaart van Hottinger die tussen 1792 en 1794 van dit gebied werd gemaakt. Kremer schreef in 1839 dat het Groote en Kleine Waschhuis 'vanouds' bekend waren. Het is niet duidelijk of 'waschhuis' net als bij andere 'waschhuizen' in de provincie verwijst naar de vroegere familie Wasinghe of naar een washuis van het klooster van Aduard op deze plek. De boerderijen hebben wel bij het klooster van Aduard gehoord. Mogelijk als voorwerk, maar bronnen hieromtrent ontbreken.
Vóór 1800 is slechts sprake van 1 waschhuis. In een oorkonde van 1396 is sprake van Waseghenhuse hetgeen mogelijk slaat op het Waschhuis ten zuiden van Nieuwklap, maar dit is vroeger ook wel verbonden aan het Wasingehuis bij Wierum, dat tegenwoordig Wierumerschouw wordt genoemd. Bij de reductie in 1594 werden de boerderijen en landerijen geconfisqueerd door de provincie, die ze beiden in 1765 verkocht aan particulieren. In 1835 kwamen beide boerderijen in handen van dezelfde boer (Jacob Hindriks Schipper).
Het Kleine Waschhuis lag direct ten zuiden van de instroming van de Oude Maar, waarin in 1561 een sluis (de Maersdam of Noorderklijve) werd gelegd waarlangs de landerijen ten noorden van de Woltgraft (de Woltil in de Leegeweg ten zuiden van de wijk Gravenburg) afwaterden, die later werden verenigd in de polder De Jonge Held. Eerder werd tijdens de Saksische Vete in 1514 door graaf Edzard I vanaf de zijde van de boerderij een tijdelijke brug gelegd over het Aduarderdiep om via Langeweer Aduard te kunnen belegeren. In 1557 zou volgens een geschrift van de 16e-eeuwse Oldehoofse grietman Hiddo Jensema op de boerderij de vrouwelijke meier Fenne Jacobs gewoond hebben die bijna werd veroordeeld voor hekserij, waarop ze vluchtte. In 1603 werd opdracht gegeven tot het leggen van een 'balcke' (planken brug) bij het 'monnicke waschuijs'. Of dit ooit gebeurd is, valt te betwijfelen, daar opeenvolgende meiers het recht van overzet behielden. In het Staatboek van rentmeester Andreas Spanheim in 1721 wordt bijvoorbeeld gesproken over het recht van 'overvaart' over het aduarderdiep bij het 'Aduwerder wasch-huis', dat toen 20 grazen land en verder ook een viskenij in de gracht rondom het huis bevatte. De overvaart komt ook voor op een voorstudie voor de borgenkaart van Beckeringh. De gracht was begin 20e eeuw deels verdwenen. In 1911 werd het Kleine Waschhuis in een verkoopadvertentie aangeduid als 'arbeidershuis'. In 1939 werd het Kleine Waschhuis op afbraak verkocht in verband met de verbreding van het Aduarderdiep. Het erf werd vervolgens geëgaliseerd, maar de fundamenten zijn nog aanwezig in de ondergrond. Ter vervanging werd in 1939 iets noordoostelijker boerderij Elisadahoeve (Friesestraatweg 440) gebouwd, waarvan de naam verwijst naar twee zusters die in de oude boerderij woonden.
De zuidelijke omgrachte boerderij heette Groote Waschhuis en werd later ook wel Waschhuizen of 't Waschhuis genoemd. Deze boerderij was eveneens omgracht. Ze kwam waarschijnlijk in de jaren 1950 leeg te staan en verviel vervolgens tot een ruïne. In de loop der tijd verdween de boerderij bijna volledig. De plek waar boerderij het Groote Waschhuis gestaan heeft bevat nog de funderingen, een aantal eromheen staande bomen en een deel van de grachten. Het terrein is door de gemeente Groningen aangewezen als 'archeologisch perceel'.

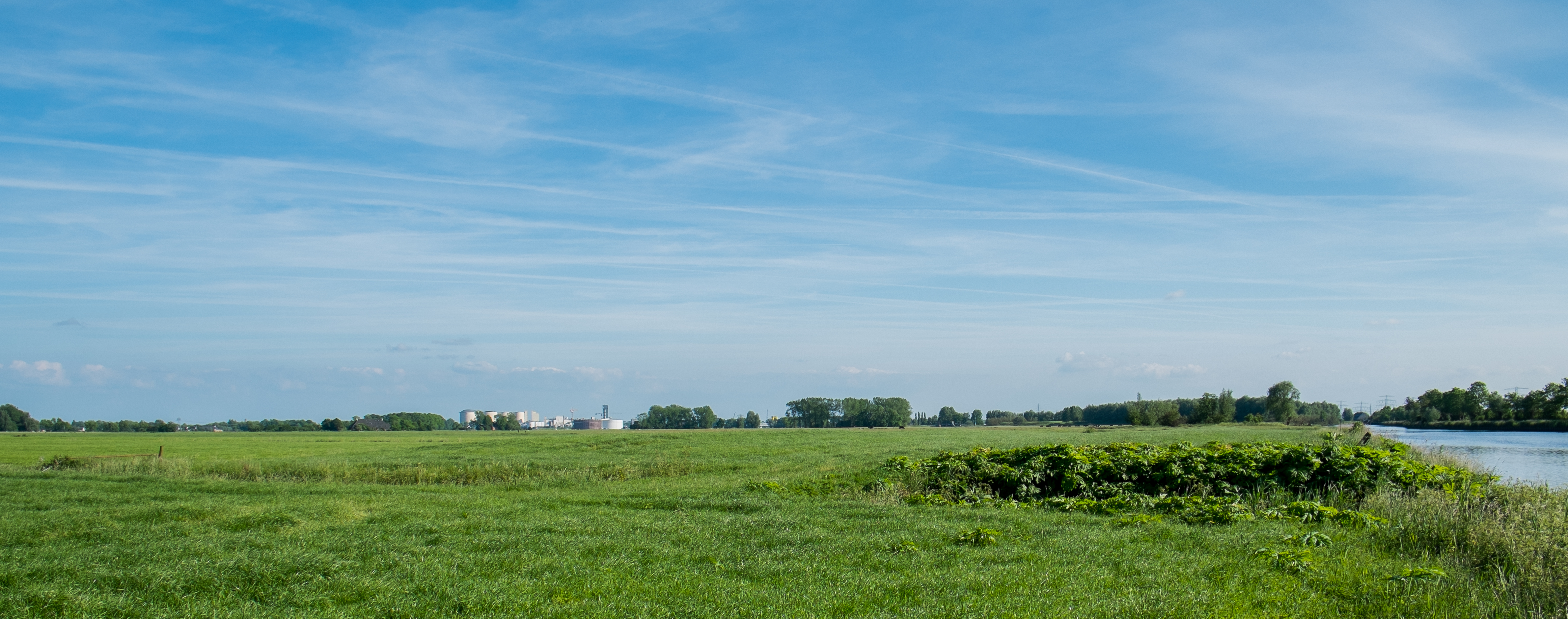
Locatie van het Kleine Waschhuis (rechtsvoor achter de berenklauwen) en het Groote Waschhuis (op de achtergrond) vanuit het noorden
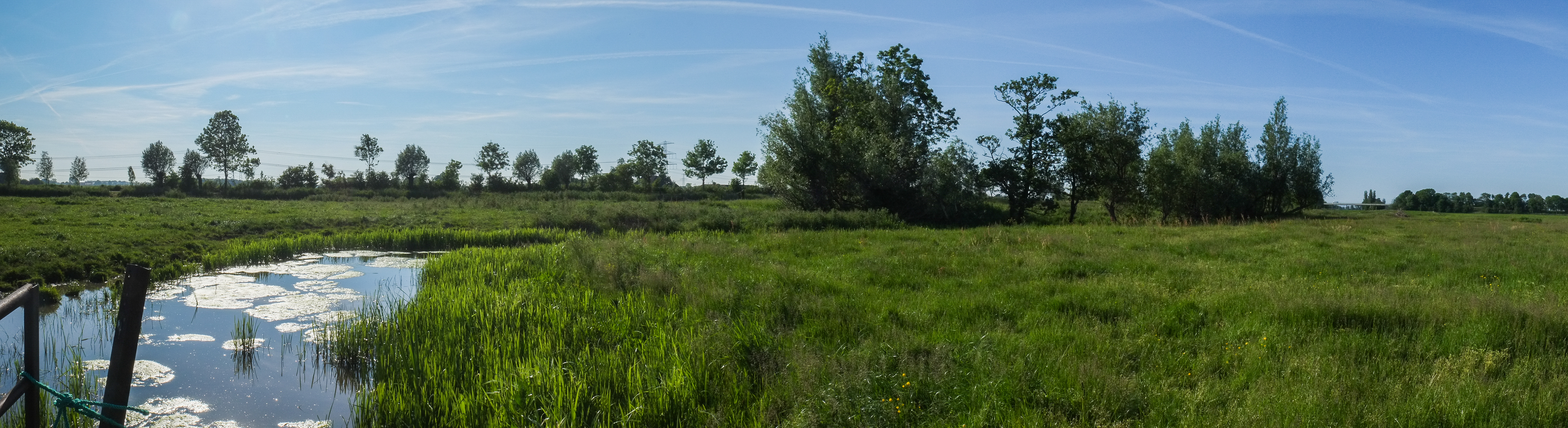
Locatie van het Groote Waschhuis vanuit het zuidoosten. Op de voorgrond is een restant van de gracht zichtbaar.

## Geboren
- Karel Reker (1879-1962), Nederlands architect[63]